# Klaus Wichmann

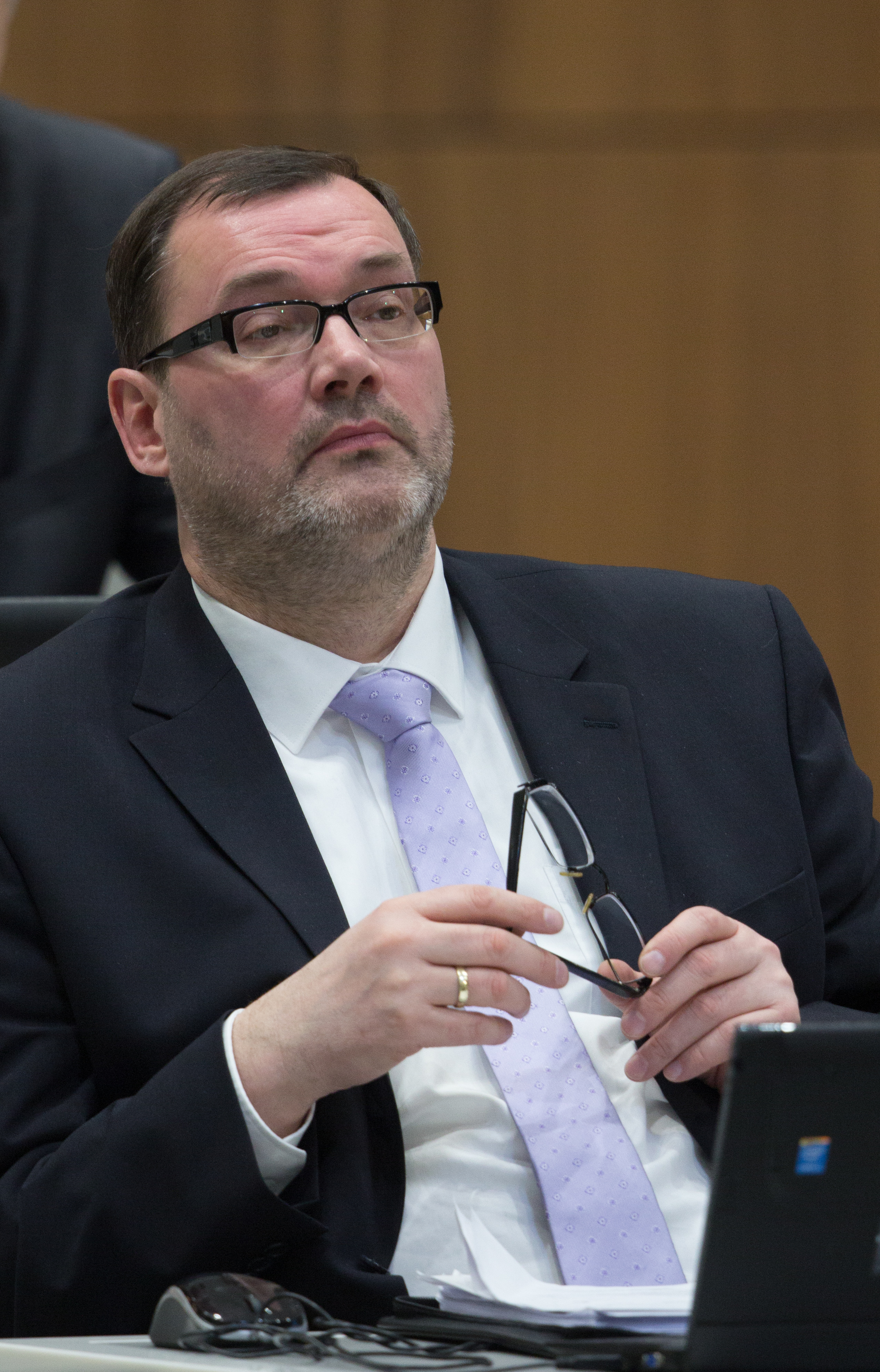
Klaus Wichmann 2018

Klaus Wichmann (* 1964) ist ein deutscher Politiker der Alternative für Deutschland (AfD). Er ist seit November 2017 Mitglied des Niedersächsischen Landtages und seit Februar 2024 Vorsitzender der AfD-Landtagsfraktion.

## Leben
Wichmann studierte Rechtswissenschaften und ist als Rechtsanwalt in Verden tätig.
Bis Herbst 2017 war er Mitglied des Kreistages des Landkreises Verden. 
Bei den Landtagswahlen 2017 und 2022 zog Wichmann jeweils über die Landesliste seiner Partei in den Niedersächsischen Landtag ein. Ab 2017 war er Parlamentarischer Geschäftsführer der AfD-Landtagsfraktion, bis diese wegen des Austritts dreier Abgeordneter im Jahre 2020 aufgelöst wurde. Anschließend gehörte er dem Landtag bis zum Ende der Wahlperiode als fraktionsloser Abgeordneter an. Nach der Landtagswahl 2022 wurde die AfD-Fraktion neu gebildet und Wichmann wieder zum Parlamentarischen Geschäftsführer gewählt. Im Februar 2024 wurde er als Nachfolger von Stefan Marzischewski-Drewes zum Vorsitzenden der AfD-Fraktion gewählt und gab das Amt des Parlamentarischen Geschäftsführers an Jens-Christoph Brockmann ab.
Wichmann wohnt in Verden, ist verheiratet mit einer Ärztin und Vater einer Tochter.
Er ist Sportschütze.